# Ботвинник, Арон Соломонович
Аро́н Соломо́нович Ботви́нник (1898—1970) — советский военачальник, генерал-майор технических войск (21.04.1943).

## Биография
Родился 25 августа 1898 года в городе Игумен Минской губернии в еврейской семье служащих. Окончил 4 класса еврейской школы и работал портным.
В Красной армии с 1919 года. Участник Гражданской войны в России. Окончил военно-техническое училище, затем — Военную академию имени М. В. Фрунзе (в 1933 году). C 1936 года — начальник кафедры химической защиты этой академии.
Участник Великой Отечественной войны, был начальником химической службы Северо-Западного и 1-го Белорусского фронтов. Звание генерал-майора технических войск присвоено 21 апреля 1943 года.
С 1945 года А. С. Ботвинник — начальник кафедры химических войск Военно-инженерной академии, с 1949 года — начальник химического отдела Белорусского военного округа. В отставку вышел 3 января 1953 года.
Умер 1 октября 1970 года в Москве. Похоронен на Востряковском кладбище.

## Награды
- Награждён орденом Ленина, тремя орденами Красного Знамени, орденами Богдана Хмельницкого 1-й степени, Красной Звезды и медалями.